# Paleologowie z Montferratu
Paleologowie z Montferratu – boczna linia bizantyńskiej dynastii Paleologów panująca w północnowłoskim Margrabstwie Montferratu w latach 1305-1533.

## Historia
Cesarz Andronik II Paleolog pojął za żonę Jolantę z Montferratu, ponieważ była spadkobierczynią tytułu władczyni „Królestwa Thessaloniki”, który został uzyskany przez jej przodka Bonifacego z Montferratu, uczestnika czwartej krucjaty. Dzięki temu ród hrabiów de Montferrat przestał rościć sobie prawa do niego, a co za tym idzie pretensji do ziem bizantyńskich. W 1305 ich syn Teodor I z Montferratu odziedziczył markizat Montferratu po swym bezdzietnym wuju Janie I (1292 - 1305). Jego potomkowie w odróżnieniu od głównej gałęzi dynastii władającej Konstantynopolem przeszli na katolicyzm. Po wymarciu dynastii w 1533 roku władcami Montferratu w 1536 roku została rodzina Gonzaga. 

## Paleologowie z Montferratu
- 1305–1338 : Teodor I z Montferratu
- 1338–1372 : Jan II Paleolog
- 1372–1378 : Otto III Paleolog
- 1378–1381 : Jan III Paleolog
- 1381–1418 : Teodor II Paleolog
- 1418–1445 : Jan Jakub Paleolog
- 1445–1464 : Jan IV Paleolog
- 1464–1483 : Wilhelm VIII Paleolog
- 1483–1494 : Bonifacy III Paleolog
- 1494–1518 : Wilhelm IX Paleolog
- 1518–1530 : Bonifacy IV Paleolog
- 1530–1533 : Jan Jerzy Paleolog